# تاريخ قباب العصر الحديث

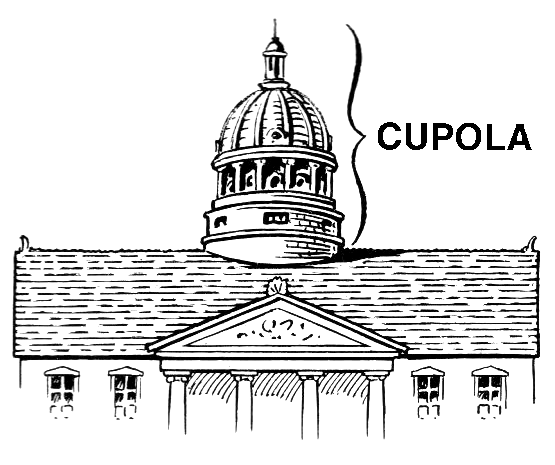

استفادت القباب التي بُنيت في القرنين التاسع عشر والعشرين من تقنيات أكثر كفاءة لإنتاج الحديد والصلب وكذلك من التطور في التحليل الإنشائي.
قلدت القباب ذات الإطارات المعدنية غالبًا تصاميم قباب الأبنية الحجرية السابقة في مجموعة متنوعة من الأساليب خلال القرن التاسع عشر، وخاصة في عمارة الكنائس، واستُخدمت الإطارات المعدنية أيضًا لإنشاء قباب زجاجية فوق أروقة التسوق المعمدة والدفيئات الزجاجية، وفي القباب التي تعلو محطات القاطرات وفي القباب التي كانت أكبر حجمًا من أي قباب أخرى في العالم. استخدمت مجموعة من المباني المقببة، مثل مباني البرلمان والكابيتول ومخازن الغاز والمراصد والمكتبات والكنائس، كلًا من الأضلاع الخرسانية المسلحة والورق المعجن والتأطير المثلثي.
حفزت القبة الفلكية في القرن العشرين اختراع فالتر بويرسفيلد للهيكل القشري الخفيف لكل من الخرسانة المسلحة والقباب الجيوديسية. أتاح استخدام الصلب وأجهزة الكومبيوتر وطريقة العناصر المنتهية طول بحر أكبر. أصبح هيكل الشد الغشائي شائعًا في الملاعب الرياضية ذات القبة، التي ابتكرت أيضًا بأسقف مقببة صلبة قابلة للطي.

## القرن التاسع عشر

### الحديد
سمحت تقنيات الإنتاج الجديدة بإنتاج الحديد الزهر والحديد المطاوع بكميات أكبر وبأسعار منخفضة خلال الثورة الصناعية. استُخدم الحديد بدلًا من الخشب لأن مقاومة الحريق كانت تُعد أولوية. يمكن العثور في روسيا التي تحتوي على كميات كبيرة من الحديد، على بعض الأمثلة المبكرة لاستخدام الحديد في العمارة، فقد بنى أندري فورونيخين قبة كبيرة من الحديد المطاوع فوق كاتدرائية قازان في سانت بطرسبرغ بين عامي 1806 و1800. بلغ عرض القبة الخارجية 17.7 مترًا، وكانت واحدة من أقدم القباب الحديدية.
على الرغم من تخلف إنتاج الحديد في فرنسا عن بريطانيا، ظلت الحكومة حريصة على تعزيز تطوير صناعة الحديد المحلية. وافقت حكومة نابليون في عام 1808، على خطة لاستبدال القبة الخشبية المحترقة في صومعة «هالي أو بلي» في باريس بقبة من الحديد والزجاج، «أقدم مثال على استخدام المعدن والزجاج في القباب». يبلغ قطر القبة 37 مترًا وتستخدم 51 ضلعًا من الحديد الزهر تلتقي على حلقة انضغاط من الحديد المطاوع بعرض 11 مترًا وتحتوي على نافذة سقفية من الزجاج والحديد المطاوع. غُطي السطح الخارجي من القبة بالنحاس مع قطع نوافذ إضافية بالقرب من قاعدة القبة لإدخال المزيد من الضوء وذلك في التعديل الذي أُجري عام 1838. شاع استخدام قباب الحديد الزهر بشكل خاص في فرنسا.
تُعتبر القبة الخيالية ذات الإطار الحديدي فوق المبنى المركزي للجناح الملكي في برايتون، مثالًا مبكرًا من بريطانيا. بدأ جون ناش ببناء القبة في عام 1815، وكان المهندس الشخصي للملك جورج الرابع.
أعاد جورج مولر بناء برج المعبر الشرقي لكاتدرائية ماينز بقبة من الحديد المطاوع في عام 1828. صُنعت القبة من مقاطع حديدية مسطحة ومدعومة بأربطة تمر عبر القبة الداخلية. كانت تقنية تدعيم القبة هي إحدى التقنيتين الراسختين والأخرى هي استخدام مزيج من الحلقات الأفقية والأضلاع الرأسية. أُزيل الهيكل السابق في وقت لاحق ليحل مكانه الهيكل الحالي.
بُنيت كاتدرائية القديس إسحاق في سانت بطرسبرغ، بحلول عام 1824 مع واحدة من أكبر القباب في أوروبا. صُنعت القبة باستخدام الحديد الزهر وبلغ عرضها 26 مترًا تقريبًا، وامتلكت تصميمًا ثلاثي القشرة ذا تقنية متقدمة مع دعامات من الحديد، تذكرنا بكاتدرائية القديس بولس في لندن. بدأ تصميم الكاتدرائية بعد هزيمة نابليون في عام 1815 وكُلف به مهندس فرنسي، لكن عملية البناء تأخرت. استُخدم الحديد الزهر بدلًا من الحجر الذي كان من المفترض أن يستخدمه التصميم الأصلي.
تذكرنا هذه القبة أيضًا بقبة بولس وقبة باثيون في باريس اللتين زارهما المصمم الأصلي، أُضيفت القبة في كنيسة القديس نيكولاس في بوتسدام إلى المبنى بين عامي 1843- 1849. شكلت القبة احتمالية في التصميم الكلاسيكي الحديث المتأخر الأصلي لعام 1830، ولكنها استخدمت الخشب. استخدم المعماريون اللاحقون الحديد بدلًا من الخشب. 

### معركة الأساليب
تحدت العمارة القوطية الحديثة النمط الكلاسيكي الجديد الذي كان شائعًا في منتصف القرن التاسع عشر، فيما أُطلق عليه اسم «معركة الأساليب». استمرت هذه المعركة منذ نحو 1840 وحتى بداية القرن العشرين، مع أساليب متنوعة ضمن الكلاسيكية مثل عصر النهضة الجديد والباروك والروكوكو، والتي تنافست جميعها على الشعبية. تضمنت العقود الثلاثة الأخيرة من هذه الفترة مجموعات غير عادية من هذه الأساليب. تشمل القباب الكلاسيكية الجديدة كبيرة الحجم الروتوندا في موستا، مالطا، وسان كارلو آل كورسو في ميلانو، التي اكتملت في عام 1847 ويبلغ عرضها 32 مترًا. 
أنشأت مكتبة المتحف البريطاني قاعة قراءة جديدة في فناء مبنى المتحف بين عامي 1854 و1857. تعلو القاعة المستديرة التي يبلغ قطرها 24.6 مترًا والمستوحاة من البانثيون، قبة بحلقة من النوافذ في القاعدة وأوكولوس في الأعلى. دعم الحديد المخفي السقف المعلق المصنوع من الورق المعجن. بُنيت قبة من الحديد الزهر بين عامي 1860 و1867 فوق قاعة القراءة التابعة للمكتبة الوطنية في باريس. بُنيت أول قبة حديدية في كندا في أوائل سبعينيات القرن التاسع عشر فوق قاعة القراءة في مبنى مكتبة البرلمان في أوتاوا، مستوحاة من قاعة القراءة في المتحف البريطاني المرموق. تستخدم المكتبة التي افتُتحت في عام 1876 النمط القوطي، على عكس قاعة المتحف البريطاني. بُنيت قبة مبنى توماس جيفرسون في مكتبة الكونغرس، المستوحاة أيضًا من قاعة القراءة في المتحف البريطاني، بين عامي 1889 و1897 بأسلوب كلاسيكي. يبلغ عرضها 100 قدم وترتفع عن الأرض 195 قدمًا فوق ثمانية دعامات. تتميز القبة ببروز خارجي منخفض نسبيًا لتجنب حجب قبة مبنى الكابيتول الأمريكي القريب.
صُنعت القبة الحالية فوق مبنى الكابيتول من الحديد الزهر، وهي مطلية باللون الأبيض وتتوج المبنى. أُنشئت القبة بين عامي 1855 و1866، وحلت محل قبة خشبية أقل ارتفاعًا ذات سقف نحاسي من عام 1824. يبلغ قطر القبة 20 مترًا. انتهى بناء القبة بعد عامين فقط من محكمة مقاطعة القديس لويس القديمة، التي امتلكت أول قبة من الحديد الزهر في الولايات المتحدة. تأثر التصميم الأولي لقبة الكابيتول بعدد من قباب الكنيسة الأوروبية، لا سيما كنيسة القديس بول في لندن والقديس بيتر في روما وكل من بانثيون ولي إنفاليد في باريس وكاتدرائية القديس إسحاق في سانت بطرسبرغ. صمم المعماري توماس يو. والتر قبة مزدوجة داخلية بناء على تصميم باثينون في باريس. ازدهرت مباني القبب في مباني الكابيتول الحكومية ومحاكم المقاطعات في الولايات المتحدة في الفترة بين الحرب الأهلية الأمريكية والحرب العالمية الأولى. كانت معظم مباني الكابيتول التي بُنيت بين عامي 1864 و1893، بمثابة معالم في مدنها وامتلكت قبابًا مذهبة. بُنيت العديد من قباب مباني الكابيتول الحكومية الأمريكية في أواخر القرن التاسع عشر وأوائل القرن العشرين على طراز عصر النهضة الأمريكية وغطت القاعات المستديرة المفتوحة للجمهور كمساحات احتفالية. تشمل الأمثلة على ذلك كلًا  من مجلس ولاية إنديانا ومبنى الكابيتول في ولاية تكساس والكابيتول في ولاية ويسكونسن.
بُنيت القبة التي تعلو بازيليكا سان غاودينزيو (التي بدأت عام 1577) في نوفارا، إيطاليا بين عامي 1844 و1880. حولت المراجعات التي أجراها المهندس المعماري أثناء الإنشاء ما كان في البداية طبلة، وقبة نصف كروية وفانوسًا يبلغ ارتفاعه 42.22 مترًا إلى هيكل من طبلتين متراكبتين وقبة بيضوية وقمة مستدقة يبلغ طولها 30 مترًا ليصل طول البرج إلى 117.5 مترًا. دمج المعماري أليساندرو أنتونيلي الذي بنى أيضًا موا أنطونيليانا في تورينون الأشكال الكلاسيكية الجديدة مع التركيز على الرأسية في الأسلوب القوطي.